# Помре
Помре́ (фр. Pommeret, брет. Peuñvrid, галло Pomerèt) — коммуна во Франции, находится в регионе Бретань. Департамент — Кот-д’Армор. Входит в состав кантона Ламбаль. Округ коммуны — Сен-Бриё.
Код INSEE коммуны — 22246.

## География

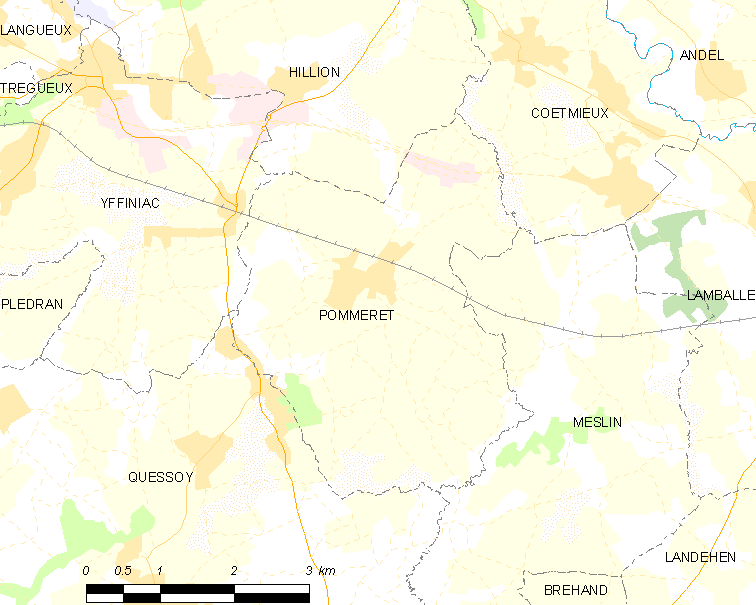
Карта коммуны

Коммуна расположена приблизительно в 370 км к западу от Парижа, в 80 км северо-западнее Ренна, в 12 км к юго-востоку от Сен-Бриё.

## Население
Население коммуны на 2016 год составляло 2 070 человек.
| 1962 | 1968 | 1975 | 1982 | 1990 | 1999 | 2008 | 2016 |
| ---- | ---- | ---- | ---- | ---- | ---- | ---- | ---- |
| 1069 | 1108 | 1148 | 1426 | 1696 | 1712 | 1852 | 2070 |

## Администрация
| Период | Период | Фамилия    | Партия       | Примечания |
| ------ | ------ | ---------- | ------------ | ---------- |
| 1983   | 2001   | Жак Гуэма  |              |            |
| 2001   |        | Лоик Дерон | Разные левые | пенсионер  |

## Экономика
В 2007 году среди 1195 человек в трудоспособном возрасте (15—64 лет) 941 были экономически активными, 254 — неактивными (показатель активности — 78,7 %, в 1999 году было 73,0 %). Из 941 активных работали 896 человек (469 мужчин и 427 женщин), безработных было 45 (18 мужчин и 27 женщин). Среди 254 неактивных 96 человек были учениками или студентами, 101 — пенсионерами, 57 были неактивными по другим причинам.

## Достопримечательности
- Часовня Нотр-Дам-де-ла-Ривьер, построена в XVII веке на месте старой часовни XIV века
  - Статуя Св. Марии Магдалины (XVIII век). Высота — 80 см, дерево. Исторический памятник с 1978 года[3]
- Церковь Сен-Пьер